# Komunistična partija (Italija)
Komunistična partija (kratica KP; italijansko Partito Comunista, PC) je italijanska izvenparlamentarna politična stranka, ki se uvršča na skrajno levico. Trenutni generalni sekretar stranke je Alberto Lombardo.